# ضوضاء الملح والفلفل

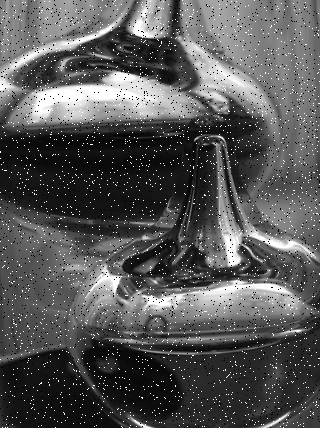
صورة تحتوي على ضوضاء الملح والفلفل

ضوضاء الملح والفلفل  أو تشويه الملح والفلفل (بالإنجليزية: Salt-and-pepper noise)‏ هي أحد أنواع التشويه المتواجد في الصور، وتظهر على شكل نقاط ضوئية سوداء وبيضاء في الصورة بشكل عشوائي. ويعتبر المرشح المتوسطي والمرشح المورفولوجي من أهم الطرق المتبعة للتقليل من تأثير هذه الظاهرة. ويظهر تأثيرها في الصور التي ألتقطت بشكل سريع.